# Église de la Nativité d'Arzamas
L'église de la Nativité-du-Christ (храм Рождества Христова) est une église orthodoxe située à Arzamas en Russie dans l'oblast de Nijni Novgorod. Elle dépend de l'éparchie de Nijni Novgorod de l'Église orthodoxe russe.

## Histoire
L'église a été construite rue de la Nativité sur les fonds du riche marchand d'Arzamas, A. Zaïachnikov, selon les plans du fameux architecte Constantin Thon. Elle est bâtie comme église d'été (non chauffée) pour la paroisse de la Nativité en 1850-1852, l'église d'hiver (chauffée) étant l'église juste à côté, l'église Notre-Dame-de-Smolensk. L'église actuelle de la Nativité remplace une église plus ancienne qui était en bois. Les autels secondaires sont consacrés à l'Annonciation, à saint Nicolas et à sainte Eudoxie. Les fresques intérieures (1852-1855) sont de Lev Igoriev (1821-1894).
L'église est fermée par les autorités communistes locales en 1940 pour servir de boulangerie et les coupoles sont démolies. Elle est rendue à l'Église orthodoxe et restaurée dans les années 1990. Elle sert de mélanchton au monastère de la Trinité-Saint-Séraphin de Diveïevo.

## Architecture

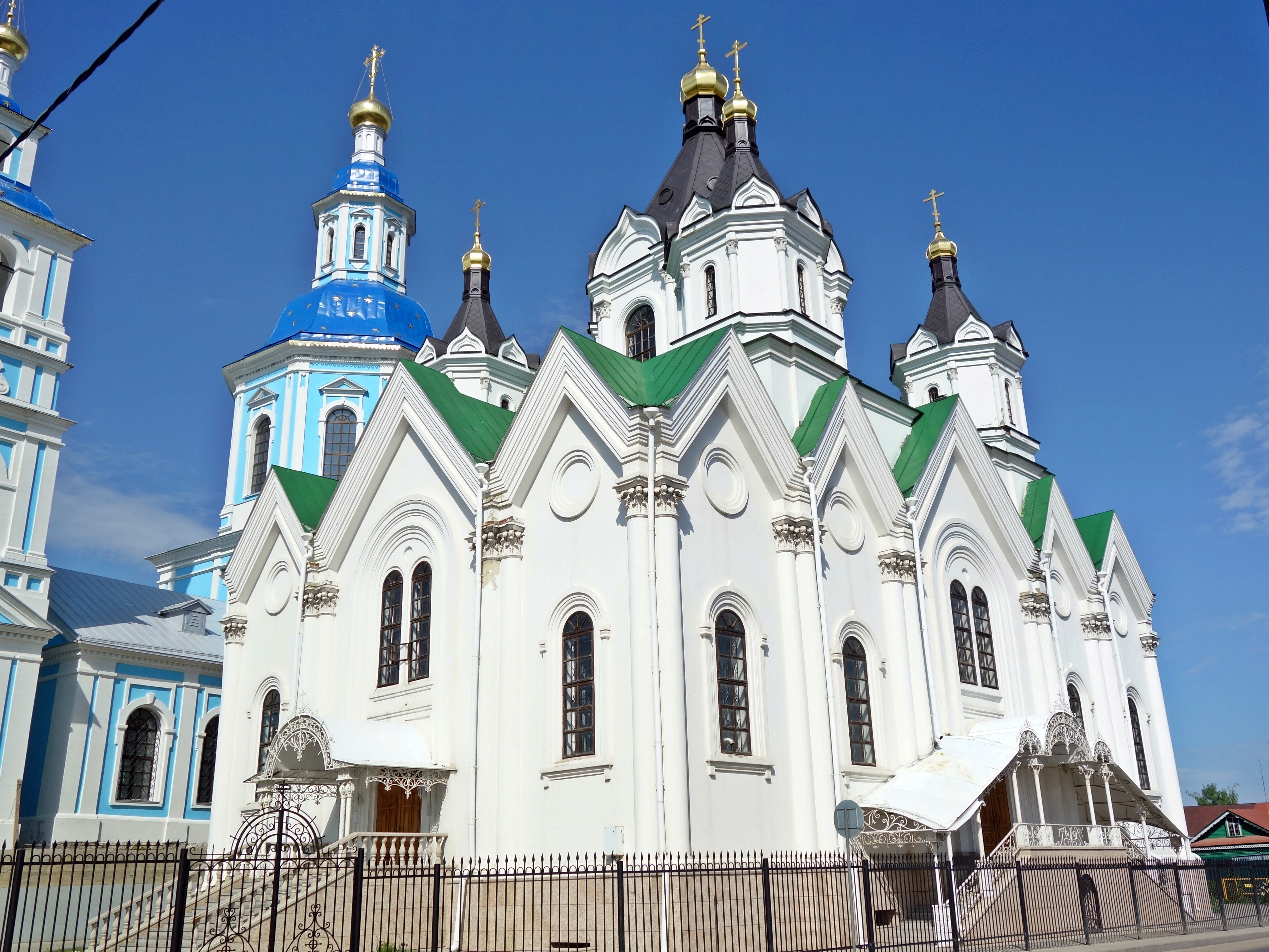
Vue de l'église.

C'est une église à huit piliers de style russo-byzantin avec pignons et couronnée de cinq coupoles en forme de chatiors.